# ساكورا تريك
ساكورا تريك (باليابانية: 桜Trick، بالروماجي: Sakura Torikku) (بالإنجليزية: Sakura Trick)‏ هي سلسلة مانغا يابانية من تأليف ورسم تاتشي، نشرت من قبل هوبونشا [الإنجليزية] في مجلة مانغا تايم كيرارا ميركل! منذ 17 مارس عام 2011 حتى 16 اغسطس عام 2017، تم تجمع فصول المانغا في 8 مجلدات تانكوبون. أنتجت إلى مسلسل أنمي تلفزيوني من قبل ستوديو دين، عرض الأنمي في 9 يناير عام 2014 واستمر عرضه حتى 27 مارس عام 2014، وتكون من 12 الحلقة.

## القصة
تدور أحداث القصة عن هاروكا تاكاياما ويو سونودا التي كانتا لا تفترقان خلال المدرسة المتوسطة، ولكن عند دخولهما المدرسة الثانوية، انتهى بهما الأمر بالجلوس على جانبي الفصل الدراسي. بعد قضاء بعض الوقت مع أصدقاء جدد، قررت الاثنتان جعل علاقتهما مميزة من خلال تقبيل بعضهما سرًا.

## الشخصيات
هاروكا تاكاياما (باليابانية: 高山 春香، بالروماجي: Takayama Haruka)
أداء صوتي: هاروكا توماتسو
يو سونودا (باليابانية: 園田 優، بالروماجي: Sonoda Yū)
أداء صوتي: يوكا إيغوتشي
كوتوني نودا (باليابانية: 野田 コトネ، بالروماجي: Noda Kotone)
أداء صوتي: يوكا أيساكا
شيزوكو مينامي (باليابانية: 南 しずく، بالروماجي: Minami Shizuku)
أداء صوتي: هيرومي إغاراشي
كايدي إيكينو (باليابانية: 池野 楓، بالروماجي: Ikeno Kaede)
أداء صوتي: ماي فوتشيغامي
يوزو إيزوكا (باليابانية: 飯塚 ゆず، بالروماجي: Iizuka Yuzu)
أداء صوتي: ميغومي تودا
ميتسوكي سونودا (باليابانية: 園田 美月، بالروماجي: Sonoda Mitsuki)
أداء صوتي: ساكي فوجيتا
سومي أوتاكاوا (باليابانية: 乙川 澄، بالروماجي: Otokawa Sumi)
أداء صوتي: مومو أساكورا
رينا ساكاي (باليابانية: 坂井 理奈، بالروماجي: Sakai Rina)
أداء صوتي: يوريكا إيندو
شينوبو نودا' (باليابانية: 野田 シノブ، بالروماجي: Noda Shinobu)
أداء صوتي: أسوكا نيشي
آي كاواتو (باليابانية: 川 藤藍، بالروماجي: Kawato Ai)
أداء صوتي: يوميري هاناموري
أكيكو أوساكي (باليابانية: 大崎 秋子، بالروماجي: Ōsaki Akiko)
أداء صوتي: واكاكو إيماي
أيومي يوشيدا (باليابانية: 吉田 歩美، بالروماجي: Yoshida Ayumi)
أداء صوتي: هيتومي أوادا
أكاني نيمورا (باليابانية: 新村 茜، بالروماجي: Niimura Akane)
أداء صوتي: مايو إيزوكا
يوكاكو موتشيدا (باليابانية: 持田 由香子، بالروماجي: Mochida Yukako)
أداء صوتي: كاوري سادوهارا [الإنجليزية]
أكيرا كيتاني (باليابانية: 木谷有香، بالروماجي: Kitani Akira)
أداء صوتي: شيري فوجي
والدي هاروكا (باليابانية: 春香の両親، بالروماجي: Haruka no ryōshin)
أداء صوتي: ماكيكو نابي (الأم)
أداء صوتي: كينيتشيرو ماتسودا (الأب)
كابو سونودا (باليابانية: 園田 家母، بالروماجي: Sonoda Kabo)
أداء صوتي: تشي ماتسورا
كافو سونودا (باليابانية: 園田 家父، بالروماجي: Sonoda Kafu)
أداء صوتي: إيتشيرو توكوموتو
أشقاء كايدي (باليابانية: 楓の兄弟، بالروماجي: Kaede no kyōdai)
أداء صوتي: يوكا سايتو [الإنجليزية] (الأخ)
أداء صوتي: كاوري سادوهارا (الأخت)

## وصلات خارجية
- تريك على موقع تي بي إس باللغة اليابانية
- ساكورا تريك على موقع ANN manga (الإنجليزية)